# Karl-Eric Sundberg
Karl-Eric Sundberg, född 27 februari 1920 i Degerfors, Örebro län, död där 2 april 2013, var en svensk trädgårdsarkitekt.
Sundberg avlade hortonomexamen 1949 samt studerade i Danmark och England 1946–1947. Han anställdes hos trädgårdsarkitekterna Sven Hermelin och Inger Wedborn 1950, vid Stockholms stads fastighetskontor 1951, vid Stockholms stads parkavdelning 1957 och var stadsträdgårdsmästare i Lidingö stad från 1960.